# Internationaal Grootmeester dammen
De titel Internationaal Grootmeester wordt in de damsport toegekend door de FMJD. De titel kan worden verkregen door een enkele prestatie, bijvoorbeeld een klassering bij de eerste drie in een wereldkampioenschap of Europees kampioenschap met minstens twintig deelnemers. De continentale kampioenen van Afrika, Amerika en Azië en de nummer 2 van Afrika als het titeltoernooi minstens zestien deelnemers telt, worden tot Internationaal Grootmeester benoemd.
Het is ook mogelijk de titel te verkrijgen door drie internationale grootmeesternormen waarbij zowel de (in categorieën ingedeelde) toernooien als de (in een tabel te toetsen) prestaties van de speler aan een aantal voorwaarden moeten voldoen. Minstens een van de normen moet zijn verkregen in een door de FMJD erkend internationaal titeltoernooi.

## Internationale grootmeesters
| Mannen A-G - Geert van Aalten - Jeroen van den Akker - Charles Beavogui Akoi - Moerodoello Amrillajev - Andris Andreiko - Yuri Anikejev - Ncho Joel Atse - Eduard Autar - Bassirou Ba - Alexander Baljakin - Johan Bastiaannet - Aleksandr Boelatov - Roel Boomstra - John van den Borst - Alain Bukasa Dingombe - Guno Burleson - Edvardas Bužinskis - Rob Clerc - Arnaud Cordier - Battulga Deleg - Abdoulaye Der - As Malick Elh Diallo - Geert van Dijk - Martin Dolfing - Aleksej Domchev - Mustafa Durdyev - Aleksandr Dybman - Dul Erdenebileg - Alexander Foerman - Ganjargal Ganbaatar - Anatoli Gantvarg - Aleksandr Georgiejev - Aleksandr Getmanski - Pierre Ghestem - Jan Groenendijk - Luc Guinard - Anton van Berkel | Mannen H-O - Ron Heusdens - Martijn van IJzendoorn - Urmo Ilves - Artem Ivanov - Gérard Jansen - Hans Jansen - Herman de Jongh - Teixeira Borba Jose Leandro - Andrej Kalmakov - Habib Kane - Michail Kats - Reinier Cornelis Keller - Igor Kirzner - Iser Koeperman - Igal Koifman - Michail Korchov - Michail Korenevski - Koffie Maxime Kouame - Djedje Patrice Kouassi - Leopold Kouogueu Kouomou - Johan Krajenbrink - Kaido Leesmann - Rostislav Lesjtsjinski - Freddy Loko Luzayadio - Hein Meijer - Pim Meurs - Vladimir Milsjin - Nikolaj Misjtsjanski - Alexander Mogiljanski - Jean Marc Ndjofang - Flaubert Ndonzi - Sjargej Nasevitsj - Macodou N'Diaye - Mamina N'Diaye - Tuvshinbold Otgonbayar | Mannen P-Z - Ricardo Pierre - Mark Podolski - Alexander Presman - Erno Prosman - Piet Roozenburg - N'Diaga Samb - Auke Scholma - Aleksandr Schwarzman - Mor Seck - Ajnoer Sjajbakov - Mark Sjoelman - Jitse Slump - Ton Sijbrands - Allan Silva - Wouter Sipma - Vjatsjeslav Sjtsjogoljev - Jos Stokkel - Baba Sy - Kees Thijssen - Aleksej Tsjizjov - Guntis Valneris - Hans Vermin - Vladimir Vigman - Raimonds Vipulis - Vadim Virny - Jannes van der Wal - Jevgeni Vatoetin - Vladimir Veytsman - Harm Wiersma - Pan Yiming - Laimonis Zalitis - Hendrik van der Zee - Wei Zhou - Wieger Wesselink | Vrouwen - Elena Altsjoel - Tanja Baljakina - Olga Baltazhy - Elena Chitaykina - Tanja Chub - Mandakhnaran Erdenetsogt - Olga Federovich - Zoja Golubeva - Nina Hoekman - Olga Kamychleeva - Olga Levina - Karen van Lith - Elena Milsjina - Viktoriya Motrichko - Nyamjargal Munkbaatar - Matrena Nogovitsyna - Irina Pashkevich - Ziwille Ringelene - Natalia Sadowska - Ewa Schalley - Liouba Shaus - Ludmilla Meijler-Sochnenko - Tamara Tansykkoezjina - Daria Tkatsjenko - You Zhang |